# Vier-Pfosten-Steinkreis

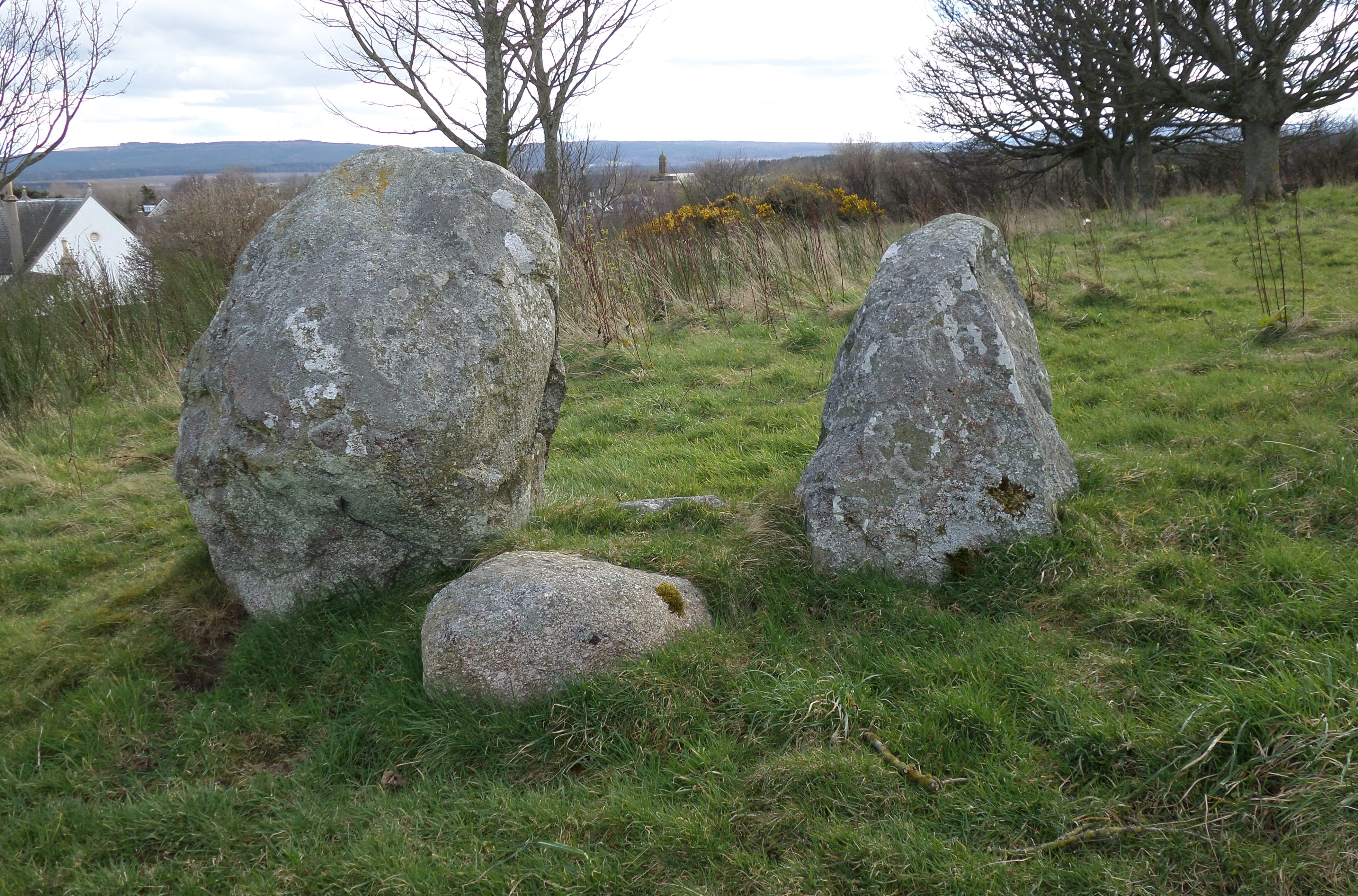
Vier-Pfosten-Steinkreis von
Kingston on Spey mit zwei kleinen Pfosten

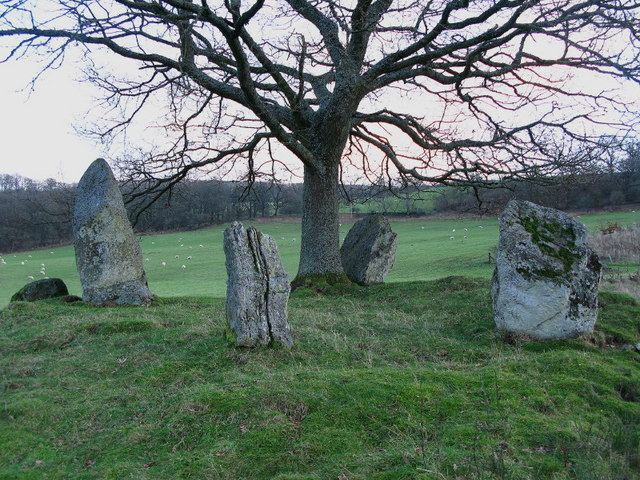
Vier-Pfosten-Steinkreis von Lundin

Ein Vier-Pfosten-Steinkreis (englisch Four-poster stone circle), auch „Himmelssteinkreis“ genannt, ist eine quadratische oder rechteckige Steinsetzung von vier (oder fünf) aufgerichteten Steinen, die auf den Britischen Inseln vorkommt, aber ungeachtet ihrer unrunden Form als Steinkreis verstanden wird. 

## Hintergründe
Ausgrabungen haben gezeigt, dass es sich bei den viereckigen Steinsetzungen um Reste von Kreisen handelt. Die Ecken sind in der Regel auf dem Kreisumfang platziert, und auf die Himmelsrichtungen ausgerichtet. Sind mehr als vier Steine erhalten, so ragen die vier Achsensteine von der Größe her heraus. Die Steine sind in der Höhe gestaffelt. Das Rechteck erreicht 13,0 bis 345,0 Quadratmeter. Die Steinkreise werden im Ackerland als bestehende Strukturen oder auf antiquarischen Skizzen erkannt. Komponenten, die vorhanden sein können, sind Schälchen (englisch cups) auf einem oder mehreren Steinen. Ein Cairn (Three Kings) innerhalb der Steinsetzung oder ein bzw. mehrere Ausreißer (englisch outlier). 
Es gibt auch Pseudo-Steinkreise. Derartige Konstrukte sind selten und bestehen z. B. aus von den Landeignern aufgestellten Steinen (Craighead of Badentoy). 

## Vorkommen
Four-Poster Stone Circles werden vor allem in Schottland, besonders in Perthshire (Carse Farm, Ferntower) gefunden. Die Goatstones in Northumberland, der Steinkreis von Bordley in North Yorkshire und die Four Stones in Wales sind drei der wenigen Beispiele außerhalb Schottlands und Irlands (dort sechs Exemplare – z. B. Cappaboy Beg, Reenkilla und Robinstown Great).
In England wurde nur ein Himmelsteinkreis (Goatstones) ausgegraben. Der stark gestörte Steinhügel innerhalb der Steinsetzung enthielt eine Brandbestattung. Bei schottischen Steinkreisen wurden Holzkohle, Knochen und Brandbestattungen in Steinkisten oder Gruben festgestellt. Sie stammen in der Regel aus der Bronzezeit. Typische Beispiele für schottische Kreise mit Outliern sind "Ferntower" bei Crieff in Perthshire und "Glassel" in Kincardineshire.